# بیست و نهمین دوره جشنواره بین‌المللی فیلم فجر
بیست و نهمین جشنوارهٔ بین‌المللی فیلم فجر از ۱۶ تا ۲۶ بهمن ۱۳۸۹ همزمان با جشن های پیروزی انقلاب اسلامی ایران برگزار شد. جهانگیر الماسی، مجید انتظامی، ابوالقاسم طالبی، جابر قاسمعلی، علی معلم و حسن عباسی داوری این دوره را بر عهده داشتند، همچنین سعید سهیلی، فریدون جیرانی، وحید جلیلی و پروانه معصومی داوری بخش نگاه نو (مسابقهٔ فیلم‌های اول) جشنوارهٔ بیست و نهم فیلم فجر را بر عهده داشتند.

## برگزیدگان

### بخش مسابقهٔ نگاه نو (فیلم‌های اول و دوم)
- دیپلم افتخار بهترین دستاورد هنری: وحید نصیریان (قلب سیمرغ)، علی نوری اسکویی (افسانهٔ گل نور)
- دیپلم افتخار بهترین فیلمنامه: نگار آذربایجانی و فرشته طائرپور (آینه‌های روبرو)
- دیپلم افتخار بهترین بازیگر زن: غزل شاکری (آینه‌های روبرو)
- دیپلم افتخار بهترین بازیگر مرد: پژمان بازغی (مرگ کسب‌وکار من است)
- جایزهٔ ویژهٔ هیئت داوران برای بازیگری: صادق صفایی (سفر سرخ)
- دیپلم افتخار بهترین کارگردانی: حمید فرخ‌نژاد (سفر سرخ)
- دیپلم افتخار بهترین فیلم: مرگ کسب‌وکار من است (امیر ثقفی)
- سیمرغ بلورین بهترین فیلم: سفر سرخ (حمید فرخ‌نژاد)[۱]

### بخش مسابقه سینمای ایران (سودای سیمرغ)

#### دیپلم افتخار
- دیپلم افتخار مسن‌ترین کارگردان: شاپور قریب (ملاقات)
- دیپلم افتخار ویژه: جعبه سیاه (محمدرضا اسلام‌لو)

#### سیمرغ بلورین
- سیمرغ بلورین ویژه: سی و سه روز (جمال شورجه)
- سیمرغ بلورین ویژه: حمید بهمنی (گلوگاه شیطان)

| بهترین فیلم | بهترین کارگردانی |
| --- | --- |
| - جرم – مسعود کیمیایی - جدایی نادر از سیمین – اصغر فرهادی - آسمان محبوب – داریوش مهرجویی - آلزایمر – احمدرضا معتمدی - سی و سه روز – جمال شورجه - خانه پدری – کیانوش عیاری | - اصغر فرهادی – جدایی نادر از سیمین - کیانوش عیاری – خانه پدری - مسعود کیمیایی – جرم - داریوش مهرجویی – آسمان محبوب - احمدرضا معتمدی – آلزایمر - محمد بزرگ‌نیا – راه آبی ابریشم |
| بهترین بازیگر نقش اول مرد | بهترین بازیگر نقش اول زن |
| - مهدی هاشمی – آلزایمر و آقا یوسف (سیمرغ بلورین) - علی مصفا – آسمان محبوب (دیپلم افتخار) - پرویز پرستویی – سیزده ۵۹ - فرخ نعمتی – برف روی شیروانی داغ - پولاد کیمیایی – جرم - پژمان بازغی – ندارها - حسین یاری – پاریس تا پاریس                                                                  | - ویشکا آسایش – ورود آقایان ممنوع (سیمرغ بلورین) - مهتاب کرامتی – آلزایمر (دیپلم افتخار) - ساره بیات – جدایی نادر از سیمین (دیپلم افتخار) - لیلا حاتمی – جدایی نادر از سیمین - هانیه توسلی – ندارها - فاطمه معتمدآریا – اینجا بدون من - لادن مستوفی – گل‌چهره - غزل شاکری – آینه‌های روبرو |
| بهترین بازیگر نقش مکمل مرد | بهترین بازیگر نقش مکمل زن |
| - حامد بهداد – جرم (سیمرغ بلورین) - شهاب حسینی – جدایی نادر از سیمین (دیپلم افتخار) - محسن تنابنده – ندارها (دیپلم افتخار) - بهروز بقایی – سیب و سلما - حسین محب‌اهری – گل‌چهره - کامران تفتی – مرگ کسب و کار من است - شاهرخ فروتنیان – آقا یوسف                                                   | - مهناز افشار – سعادت‌آباد - ریما رامین‌فر – یه حبه قند - شایسته ایرانی – آینه‌های روبرو - آنا نعمتی – برف روی شیروانی داغ - فریده سپاه‌منصور – آسمان محبوب - نازنین فراهانی – خانه پدری - سارینا فرهادی – جدایی نادر از سیمین                                                               |
| بهترین فیلمنامه | بهترین موسیقی متن |
| - اصغر فرهادی – جدایی نادر از سیمین (سیمرغ بلورین) - احمدرضا معتمدی – آلزایمر (دیپلم افتخار) - داریوش مهرجویی و وحیده محمدی‌فر – آسمان محبوب - کیانوش عیاری – خانه پدری - مسعود کیمیایی – جرم - نگار آذربایجانی و فرشته طائرپور – آینه‌های روبرو - علی رفیعی – آقا یوسف - علیرضا طالب‌زاده – ندارها | - کارن همایون‌فر – جرم - بهزاد عبدی – فرزند صبح - علیرضا کهن‌دیری – سیزده ۵۹ - حیدر ساجدی – ورود آقایان ممنوع - محمدرضا درویشی – باد و مه |
| بهترین صداگذاری | بهترین صدابرداری |
| - اسحاق خانزادی و علی ابوالصدق – جرم - محمدرضا دلپاک – باد و مه - محمدرضا دلپاک – جدایی نادر از سیمین - محمدرضا دلپاک – آسمان محبوب - حسین مهدوی – سی و سه روز | - محمود سماک‌باشی – جدایی نادر از سیمین - اسحاق خانزادی – جرم - آرش برومند – گزارش یک جشن - بهمن اردلان – یه حبه قند - طاهر پیشوا – ندارها |
| بهترین طراحی صحنه و لباس | بهترین فیلم‌برداری |
| - ایرج رامین‌فر – جرم - پروین صفری – راه آبی ابریشم - سارا سمیعی – گزارش یک جشن - بابک پناهی – سی و سه روز - محسن شاه‌ابراهیمی – یه حبه قند | - محمود کلاری – جدایی نادر از سیمین - تورج منصوری – جرم - فرخ مجیدی – آسمان محبوب - بهرام بدخشانی – راه آبی ابریشم - مسعود سلامی – سیزده ۵۹ |
| بهترین چهره‌پردازی | بهترین تدوین |
| - سعید ملکان – فرزند صبح و آلزایمر - محمدرضا قومی – جرم - مهرداد میرکیانی – جدایی نادر از سیمین - عبدالله اسکندری – یه حبه قند | - واروژ کریم‌مسیحی – ندارها - هایده صفی‌یاری – جدایی نادر از سیمین - مصطفی خرقه‌پوش – جرم - حسن حسن‌دوست – آسمان محبوب - حسین غضنفری – برف روی شیروانی داغ - نازنین مفخم – گل‌چهره - حسن ایوبی – سی و سه روز                                                                                  |
| بهترین جلوه‌های ویژه میدانی | بهترین جلوه‌های ویژه بصری |
| - محسن روزبهانی – سی و سه روز - نجف فتاحی – راه آبی ابریشم - جواد شریفی‌راد – سیزده ۵۹ - عباس شوقی – خیابان‌های آرام - داوود یوسفیان – پایان‌نامه | - امیررضا معتمدی – راه آبی ابریشم - امیر سحرخیز و فرخ مجیدی و سید هادی اسلامی – آسمان محبوب - هدیش بیگدلی شاملو – خیابان‌های آرام - شهروز وظیفه‌شناس – سیزده ۵۹ |
| جایزه ویژه هیئت داوران | بهترین فیلم از نگاه ملی |
| - داریوش مهرجویی – آسمان محبوب | - راه آبی ابریشم – محمد بزرگ‌نیا |
| بهترین فیلم از نگاه تماشاگران | |
| - جدایی نادر از سیمین – اصغر فرهادی | |

### مسابقه تبلیغات
| بهترین پوستر | بهترین تیزر و آنونس                                                              |
| --- | -------------------------------------------------------------------------------- |
| - حیدر رضایی – بیداری رؤیاها | - محسن امیریوسفی – آتشکار - آرش طهماسبی – طبقه سوم - آرش معیریان – به رنگ ارغوان |
| بهترین عکس |                                                                                  |
| - جواد جلالی – خواب‌های دنباله‌دار - مهدی دلخواسته – طبقه سوم - مجید صباغ بهروز – ملک سلیمان - محمد فوقانی – دموکراسی تو روز روشن |                                                                                  |

### جوایز و نامزدی‌ها
| نامزدی‌ها | فیلم                 |
| -------- | -------------------- |
| ۱۲       | جرم                  |
| ۱۲       | جدایی نادر از سیمین  |
| ۹        | آسمان محبوب          |
| ۶        | آلزایمر              |
| ۶        | ندارها               |
| ۵        | سی و سه روز          |
| ۵        | راه آبی ابریشم       |
| ۵        | سیزده ۵۹             |
| ۴        | خانه پدری            |
| ۴        | یه حبه قند           |
| ۳        | آقا یوسف             |
| ۳        | برف روی شیروانی داغ  |
| ۳        | گل‌چهره               |
| ۳        | آینه‌های روبرو        |
| ۲        | ورود آقایان ممنوع    |
| ۲        | فرزند صبح            |
| ۲        | باد و مه             |
| ۲        | گزارش یک جشن         |
| ۲        | خیابان‌های آرام       |
| ۱        | پاریس تا پاریس       |
| ۱        | اینجا بدون من        |
| ۱        | سیب و سلما           |
| ۱        | مرگ کسب و کار من است |
| ۱        | سعادت‌آباد            |
| ۱        | پایان‌نامه            |

| تعداد جوایز | نام فیلم            |
| ----------- | ------------------- |
| ۵           | جرم                 |
| ۵           | جدایی نادر از سیمین |
| ۲           | آلزایمر             |
| ۲           | راه آبی ابریشم      |
| ۱           | آقا یوسف            |
| ۱           | ورود آقایان ممنوع   |
| ۱           | سعادت‌آباد           |
| ۱           | فرزند صبح           |
| ۱           | ندارها              |
| ۱           | سی و سه روز         |
| ۱           | آسمان محبوب         |

## بزرگداشت‌ها
- شهریار بحرانی، کارگردان
- پوران درخشنده، فیلمنامه‌نویس، کارگردان و تهیه‌کننده
- داود رسولیان
- مهدی فقیه، بازیگر
- مسعود کیمیایی، فیلمنامه‌نویس، کارگردان و تهیه‌کننده
- بیژن محتشم
- جمشید هاشم‌پور، بازیگر
- منوچهر حقانی‌پرست، کارگردان
- محمدرضا اعلامی، کارگردان

## فیلم‌ها

### سودای سیمرغ
بر اساس اعلام اعضای هیئت انتخاب سی و پنجمین جشنوارهٔ فیلم فجر اسامی فیلم‌های بخش سودای سیمرغ (رقابتی) بدین شرح است:
- اخراجی‌ها ۳ (مسعود ده‌نمکی)
- ارتباط خانوادگی (نادر مقدس)
- مصائب چارلی (علیرضا سعادت‌نیا)
- فرزند صبح (بهروز افخمی)
- آسمان محبوب (داریوش مهرجویی)
- راه آبی ابریشم (محمدرضا بزرگ‌نیا)
- ۳۳ روز (جمال شورجه)
- جدایی نادر از سیمین (اصغر فرهادی)
- گزارش یک جشن (ابراهیم حاتمی‌کیا)
- گلوگاه شیطان (حمید بهمنی)
- خاک و آتش (مهدی صباغ‌زاده)
- آلزایمر (احمدرضا معتمدی)
- آقا یوسف (علی رفیعی)
- ورود آقایان ممنوع (رامبد جوان)
- گل‌چهره (وحید موسائیان)
- سیزده ۵۹ (سامان سالور)
- خیابان‌های آرام (کمال تبریزی)
- پایان‌نامه (حامد کلاهداری)
- جرم (مسعود کیمیایی)
- یه حبه قند (سیدرضا میرکریمی)
- اینجا بدون من (بهرام توکلی)
- پاریس تا پاریس (محمدحسین لطیفی)
- سعادت‌آباد (مازیار میری)
- ندارها (محمدرضا عرب)
- سیب و سلما (حبیب‌الله بهمنی)
- خانه امن است (ناصر رفاهی)
- آینه‌های روبرو (نگار آذربایجانی)
- گلوگاه (محمدابراهیم معیری)
- برف روی شیروانی داغ (محمدهادی کریمی)
- آسمان هشتم (حسن نجفی)
- مرگ کسب و کار من است (امیر ثقفی)
- جعبه سیاه ۱۱ سپتامبر (محمدرضا اسلاملو)
- باد و مه (محمدعلی طالبی)

### بخش نوعی نگاه[۴]
- اخلاقتو خوب کن (سید مسعود اطیابی)
- اسب حیوان نجیبی است (عبدالرضا کاهانی)
- پرتقال خونی (سیروس الوند)
- چشم (جمیل رستمی)
- خیابان بیست و چهارم (سعید اسدی)
- سوت پایان (نیکی کریمی)
- شش نفر زیر باران (علی عطشانی)
- علفزار (محمد علی طالبی)
- قبرستان غیرانتفاعی (محسن دامادی)
- کوچه ملی (مهرشاد کارخانی)
- یکی از ما دو نفر (تهمینه میلانی)
- مرهم (علیرضا داودنژاد)

### نگاه نو[۵]
- آخرین سرقت (پدرام علیزاده)
- آینه‌های روبرو (نگار آذربایجانی)
- افسانه گل نور (علی نوری اسکویی و مهدی خروشی)
- اینجا تاریک نیست (محمدرضا خاکی)
- بالابان (سیدرضا صافی)
- بدون اجازه (مرتضی احمدی هرندی)
- بهشت اینجاست (حمید سلیمیان)
- بی‌انتها (امیرحسین جهددوست)
- پایان دوم (یعقوب غفاری)
- پرنده‌باز (عطاءالله سلمانیان)
- چیزهایی هست که نمی‌دانی (فردین صاحب‌الزمانی)
- روشن، خاموش، روشن (حمیدرضا چارکچیان)
- سایه وحشت (عماد اسدی)
- سفر سرخ (حمید فرخ‌نژاد)
- شرقی (عبدالرضا منجزی)
- صدای پای من (مهرداد خوشبخت)
- فوتبالی‌ها (عباس خواجه‌وند)
- قلب سیمرغ (وحید نصیریان)
- مامان بهروز منو زد (عباس مرادیان)
- مرگ سپید (مرتضی آتش زمزم)
- مرگ کسب و کار من است (امیر ثقفی)
- مصائب چارلی (علیرضا سعادت‌نیا)
- مهتاب روی سکو (فیما امامی)
- نفرین (علی توکل‌نیا)

### بخش خارج از مسابقه[۶]
- دوستی از جنس آتش (امیر قویدل)
- سهم من از زندگی (حجت‌الله سیفی)
- ورود زنده‌ها ممنوع (جواد مزدآبادی)
- توطئه (حسن هدایت)
- سنجاقک‌های برکه سبز (علی قوی‌تن)
- دختر شاه پریون (کامران قدکچیان)
- ما سه نفر (مهرداد فرید)
- دیو و دلبر (وحید نیکخواه آزاد)
- آژانس ازدواج (محمد درمنش)
- ملاقات (شاپور قریب، عباس رافعی و هادی مقدم‌دوست)
- چمدان (مانی حقیقی)